# Našiměřice
Našiměřice (en allemand : Aschmeritz) est une commune du district de Znojmo, dans la région de Moravie-du-Sud, en République tchèque. Sa population s'élevait à 206 habitants en 2020.

## Géographie
Našiměřice se trouve à 10 km au sud-sud-est de Moravský Krumlov, à 27 km au nord-est de Znojmo, à 31 km au sud-ouest de Brno et à 187 km au sud-est de Prague.
La commune est limitée par Bohutice au nord-est, par Olbramovice au nord-est et à l'est, par Trnové Pole au sud-est, par Suchohrdly u Miroslavi au sud, et par Miroslavské Knínice à l'ouest.

## Histoire
La première mention écrite de la localité date de 1236.

## Transports
Par la route, Našiměřice se trouve à 12,5 km de Moravský Krumlov, à 30,5 km de Znojmo, à 39 km de Brno et à 225 km de Prague.